# Ian Christie
Ian Christie (24 de junio de 1927-19 de enero de 2010) fue un clarinetista de jazz británico conocido por su piezas de Hot en la década de los 50, en la banda Christie Brothers' Stompers, donde tocaron Ken Colyer y Dickie Hawdon y su hermano Keith Christie.
Sus padres fueron una pianista y una banjoista que tocaban en una banda de Blackpool. Ian recibió clases de Charlie Farrell, pero se unió a la Royal Air Force como fotógrafo. Después de que Keith se uniera a la banda de Humphrey Lyttelton, Ian le siguió. Completó sus estudios de fotografía con la ayuda financiera de Lyttelton. Ian también trabajó con Mick Mulligan y George Melly en la década de los 50 y 60.
Aparte de la música, Christie trabajó como crítico de cine para el The Daily Express durante 25 años y continuó trabajando como fotógrafo. En el plano musical, tocó piezas de hot junto a Wyre Levee Stompers, los Merseysippi & Parade Jazz Band y la Tony Davis Band, entre otros. En los últimos años, tocó con Graham Tayar en su "Crouch End All Stars".